# Кавское
Кавское (укр. Кавське) — село в Стрыйской городской общине Стрыйского района Львовской области Украины.
Население по переписи 2001 года составляло 1453 человека. Население по данным сайта postcode.in.ua на 2010 год составляло 1360 человек. Занимает площадь 26,6 км². Почтовый индекс — 82420. Телефонный код — 3245.